# Ftelia
Koordinaten: 37° 27′ 39,6″ N, 25° 22′ 31,5″ O
Ftelia (griechisch Φτελιά (f. sg.)) ist ein archäologischer Fundort aus der Jungsteinzeit auf der griechischen Insel Mykonos. Er wird der Saliagos-Kultur des frühen Endneolithikums zugerechnet und ist für die vielseitigen Funde von Gebäudefundamenten, Keramik, Metallverarbeitung und Steinfiguren bekannt. Die Siedlung wurde mit der 14C-Methode auf 5000 bis 4500 v. Chr. datiert. Sie wurde 1992 entdeckt und ab 1995 ausgegraben, die Funde aber erst 2002 publiziert.

## Die Siedlung
Ftelia liegt am Ende der Panormos-Bucht (Ormos Panormou Όρμος Πάνορμου), auf der Nordseite der Insel Mykonos. Der dortige Sandstrand ist durch ein niedriges Plateau aus Sandstein unterbrochen, das sich rückwärtig des Strandes fortsetzt und auf dem die prähistorische Siedlung angelegt war. Vergleichbar mit ähnlichen neolithischen Anlagen von Kephala, Saliagos, Grotta und auf Kythnos ist die Siedlung nahezu ganzjährig Nordwinden ausgesetzt. Da zum Zeitpunkt der Besiedelung von Ftelia der Meeresspiegel um 10 m niedriger lag, wird vermutet, dass die Siedlung inmitten einer relativ fruchtbaren Küstenebene lag. In der Antike wurde der Ort möglicherweise mit dem Grab des mythischen Kriegers Ajax der Kleine identifiziert, dies geht auf die Geländestruktur mit einem runden Hügel zurück, der als Grabhügel gedeutet wurde. Bereits in der Epoche des Hellenismus wurde das Sandsteinplateau als Steinbruch für die Errichtung von Häusern genutzt, eine weitergehende Zerstörung der Fundstelle erstand aber aus der Anlage eines Parkplatzes in den letzten Jahrzehnten des 20. Jahrhunderts, für den die Oberfläche mit einem Bulldozer abgeschoben wurde. Archäologische Funde können deshalb nur noch durch Grabungen gemacht werden, an der Oberfläche sind keine Spuren erhalten.
In den Ausgrabungen ab 1995 wurden sechs Sondierschnitte in einem rechtwinkeligen Gittermuster bis zum gewachsenen Fels getrieben. Die Archäologen fanden Mauerfundamente, eine große Vielzahl an keramischen Scherben verschiedener Typen, Steinwerkzeuge, Spuren der Metallbearbeitung und insgesamt 19 Steinfiguren, von denen 13 Menschen und 6 Tiere darstellen. Die Gebäudefundamente weisen mehrere Phasen auf, was auf eine permanente Besiedelung über einen längeren Zeitraum schließen lässt. Die Größe der bisher erkannten Siedlung lässt auf etwa 150 bis 200 Bewohner schließen.
Weitere Grabungen in einem Raster ergaben vier aufeinander folgende Bebauungsphasen. Die ältesten Mauerreste stehen direkt auf dem Sandstein des Plateaus auf dem Hügel oder liegen in einer dünnen Sandschicht darauf. Sie werden zwischen 5000 und 4900 v. Chr. datiert. Das einzige näher erkennbare Gebäude dieser Phase ist als Megaron zu interpretieren, mit mindestens zwei Räumen von etwa 3 × 3,80 m und 4,30 × 3,80 m. Es ist in Nord-Süd-Richtung orientiert und seine Mauern sind bis zu 1,50 m Höhe erhalten. Von zwei weiteren Gebäuden derselben Epoche sind bislang nur Mauerecken bekannt. Die zweite Phase weist neben rechtwinkeligen auch gekrümmte Mauern auf. Ob es sich um Rundbauten oder Apsiden an einem ansonsten rechtwinkligen Bauwerk handelt, lässt sich nicht feststellen. Die dritte und vierte Phase sind nur ungenügend zu trennen. Sie werden durch ihre Fußbodenschichten unterschieden, wobei mindestens ein Bauwerk der dritten Phase noch in der vierten in Benutzung gewesen sein muss. Aus dieser Epoche ist ein singulärer Doppelbau erhalten, der aus einer geraden Mauer in fast exakter Nord-Süd-Ausrichtung und zwei nach Ost und West anschließenden Halbkreisen besteht. Er wird als Getreidespeicher interpretiert.
Alle Mauern bestehen weit überwiegend aus Lesesteinen aus dem lokalen Granit, wobei flache Steine für die Fundamente verwendet wurden. Vereinzelt wurde Sandstein verbaut. Es gibt Hinweise auf Lehmziegel, sie haben sich jedoch nicht erhalten.

## Die Kultur
Die Bewohner von Ftelia betrieben bereits Ackerbau, Platterbsen waren das Grundnahrungsmittel, mehr als 50 % aller Funde von Nahrungsmittel ließen sich dieser Art zuordnen. Daneben stand als weitere Hülsenfrucht die Linse. Nachgewiesen ist auch Gerste als einziges Getreide. Daneben stand die Haltung von Schafen und Ziegen. Schweine und Rinder waren bereits bekannt, spielten aber nur eine untergeordnete Rolle. Fischfang und die Jagd auf Rehwild dienten als Ergänzung. Trotz der Lage der Siedlung am Meer deuten die Funde darauf hin, dass Fischfang sowie das Sammeln von Meeresschnecken und Muscheln nicht im Zentrum der Ernährung stand, anders als auf Saliagos wurden nur wenige Überreste gefunden und bislang keine Angelhaken oder Harpunenspitzen. Die Ernährung in Ftelia wird so gedeutet, dass die Bewohner ihre Methoden der Nahrungsmittelerzeugung vom Festland mitbrachten und nicht an den Siedlungsort auf der Insel anpassten.
Die Keramik der Siedlung weist eine Vielzahl von Formen und Techniken auf. Es handelt sich nahezu ausschließlich um offene Schalen und Gefäße mit weiten Öffnungen, Kannen waren noch unbekannt. Die Typen weisen Parallelen auf zu den Dodekanes und Euböa. Steinwerkzeuge bestehen aus Mahlsteinen verschiedener Größe und den polierten Köpfen von Äxten und Hämmern. Einige polierte Steine gelten als Munition für Schleudern. Aus Ton wurden Spinngewichte, Schmuckstücke und Figuren gefertigt, unbekannt ist der Zweck von drei ankerförmigen Artefakten aus Ton. Aus Metall wurden drei Ahlen, eine Nadel, ein Ohrring und zwei Drahtstücke gefunden. Letztere gehörten wohl zu einem nicht näher identifizierbaren Schmuckstück.
Die Steinfiguren sind ohne direkte Vorläufer. Dafür gibt es deutlich erkennbare Verbindungen zu den Kykladenidolen der frühen Bronzezeit, auch wenn wegen eines zwischenzeitlichen Abbruchs der Siedlungskontinuität nicht bekannt ist, wie die Tradition weitergegeben werden konnte. Die Gemeinsamkeiten sind vielfältig, so sind in beiden Fällen Darstellungen von Frauen typisch. Zwei Figuren aus Ftelia sind gut genug erhalten, um die Statur der Frauen zu erkennen. Beide weisen ein üppiges Becken auf, bei einer sind kleine, hochstehende Brüste erkennbar, was ebenfalls der Ikonographie der Kykladenidiole entspricht. Von den meisten Figuren sind nur Köpfe erhalten, sie sind zwischen 2,9 und 7,2 cm groß und wie bei den Kykladenidolen sind die Gesichter aufwärts geneigt und stilisiert durch ein flaches Gesicht mit hervorspringender Nase. Die Tierfiguren sind die ältesten der Region, zwei von ihnen waren als Griffe an Vasen befestigt.

## Bedeutung
Ftelia gilt noch vor Saliagos als die bedeutendste, bekannte Siedlung des Endneolithikums auf den Kykladen. Die Lage der Insel Mykonos und die kulturelle Verwandtschaft zu relativ weit entfernten Regionen lässt annehmen, dass Ftelia ein wichtiger Knotenpunkt war, über den Techniken und Materialien wie Gestein und insbesondere Obsidian ausgetauscht wurde.